# Umberto Moggioli
Umberto Moggioli (Trento, 1886 – Roma, 26 gennaio 1919) è stato un pittore italiano.
Fu tra i primi componenti della cosiddetta scuola di Burano.

## Biografia
Nasce a Trento nel 1886, da Costante, di professione fornaio, e Elena Marchi. Nel 1904 si iscrive all'Accademia di Belle Arti di Venezia grazie alla donazione del mecenate Antonio Tambosi. Eugenio Prati e Bartolomeo Bezzi avevano apprezzato un piccolo quadretto di paesaggio en plein air di Moggioli sedicenne a casa della Baronessa Giulia Turco Lazzari e avevano suggerito a Tambosi di finanziarne gli studi. Durante gli studi a Venezia sono forti le suggestioni architettoniche, pittoriche e paesaggistiche unite allo studio di pittori del passato come Tiziano, Tintoretto e Tiepolo. Diplomato nel 1907, parte nel 1908 per il suo primo soggiorno romano per frequentare la scuola serale francese di nudo.
Nonostante ciò questo periodo porterà Moggioli a dedicarsi principalmente alla pittura di paesaggio, vicina alla sua voglia di solitudine e meditazione. Nel 1909 espone alla Biennale di Venezia e a Burano collabora con Pieretto Bianco alla decorazione di quattordici pannelli del Padiglione Centrale dei Giardini di Castello (1909-1910). Insieme alla moglie si trasferisce nel 1911 in una casa a Burano, dove conosce il critico Barbantini, direttore di Ca' Pesaro, e i pittori Gino Rossi, Tullio Garbari, Luigi Scopinich, Pio Semeghini e Felice Casorati.

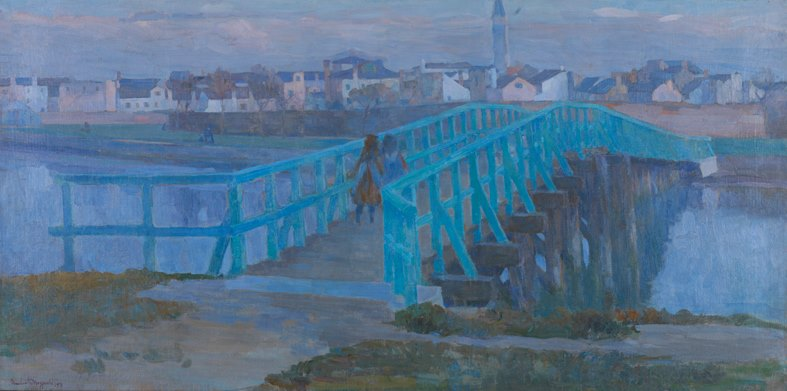
Umberto Moggioli, Il ponte verde, 1910, Mart, Trento

In questo clima Moggioli produce alcuni dei suoi capolavori, come Il ponte verde (1910), Cipresso Gemello (1912) e Primavera a Mazzorbo (1913), che ritraggono luoghi solitari e silenziosi, vicini alla sua attitudine contemplativa. Dopo la prima personale a Ca' Pesaro (1912) espone anche nella capitale assieme a Vettore Zanetti-Zilla presso la Prima Secessione romana (1913 e 1914). Il periodo veneziano si interrompe nel 1915 quando Moggioli, legato da fraterna amicizia a Cesare Battisti, si arruola come volontario nella Legione trentina di Verona. Come cartografo è inviato sul fronte Tridentino in Vallagarina, dove si occupa di rilevamenti, piante e plastici fino al 1916, anno in cui viene riformato a seguito di una grave malattia.
Le colline del Garda e Cavaion Veronese vengono ritratte da Moggioli convalescente che riprende a dipingere influenzato dal primitivismo di Tullio Garbari e dalle linee e colori di Gino Rossi. Verso la fine del 1916 si trasferisce a Roma con la moglie Anna dove si stabilisce in uno degli atelier di Villa Strohl-Fern e conosce Renato Brozzi e il musicista Bruno Barilli. In questo periodo Moggioli lavora con Antonio Rizzi ai cartoni per il mosaici delle lunette del monumento a Vittorio Emanuele II (1916-1917).
A contatto con l'ambiente romano la sua attività artistica si fa più intensa: i colori utilizzati tendono a schiarirsi e a farsi più luminosi e i soggetti preferiti sono figure rese con solida volumetria, scene d'interno e paesaggi con orizzonti limitati. Moggioli muore a trentadue anni colpito dalla febbre spagnola il 26 gennaio 1919 a Roma. Nel maggio-giugno dello stesso anno viene ricordato con quattro opere alla Esposizione Cispadana di Belle Arti a Venezia e a Ca' Pesaro con una personale di dodici opere. Una vasta retrospettiva gli viene dedicata alla Biennale di Venezia del 1920.

## Esposizioni e musei

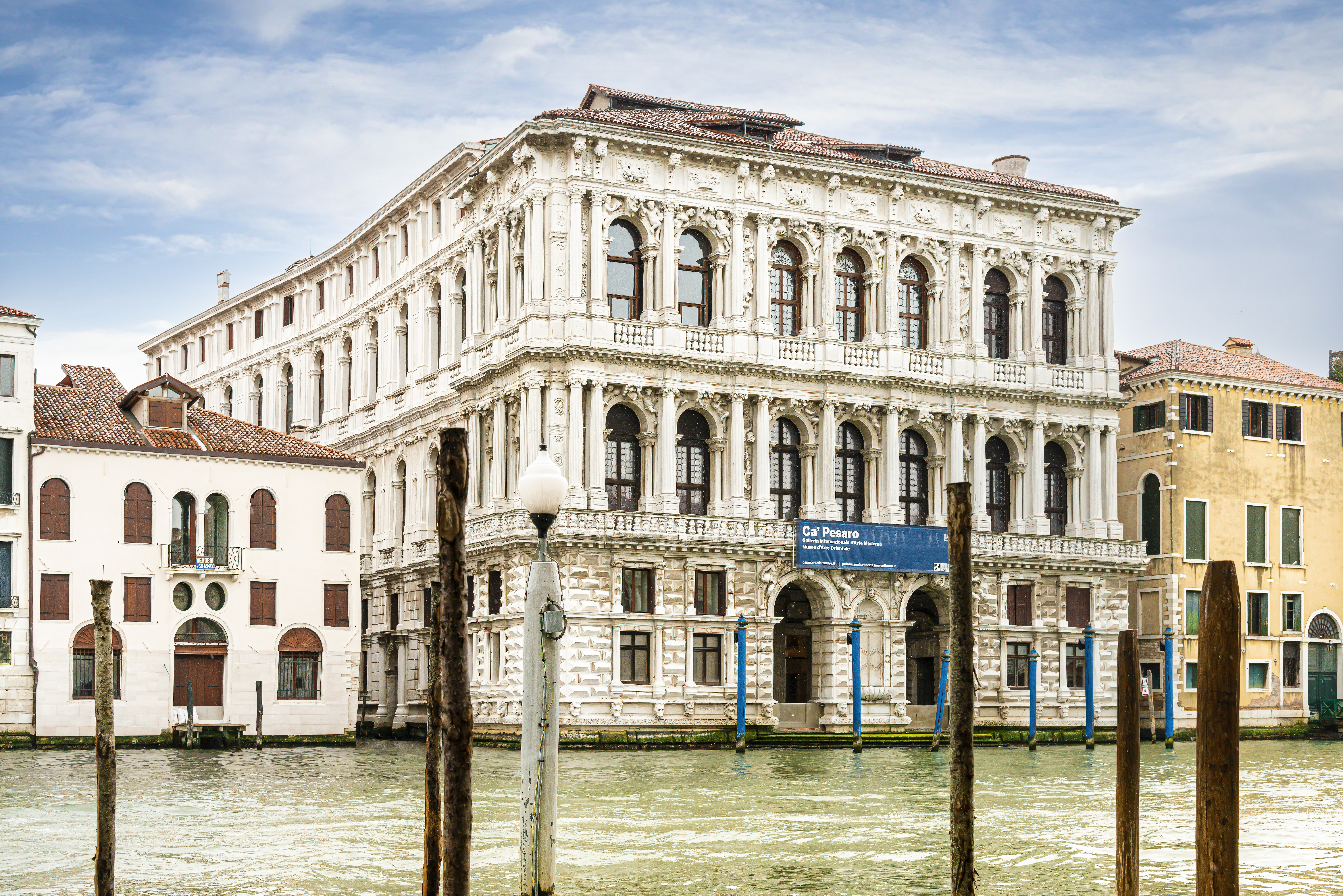
Venezia, Ca Pesaro. Museo dove sono esposti alcuni dipinti di U. Moggioli.

### Ca' Pesaro
- 1909: espone 31 impressioni dal vero.
- 1912: Paesaggio grigio; L'isola del silenzio; Sera a San Francesco del Deserto; Mattino di primavera; Notte a Burano; Mazzorbo: impressione; Primavera: Impressione; I pini di San Francesco al Deserto; Burano: impressione; Dalla Barene di San Francesco al Deserto; Vicolo a Burano; Treporti; Seminatori.
- 1913: La madre; Primavera; Pomeriggio d'autunno; Laguna.
- 1919: San Francesco del Deserto; Treporti; Notte a Mazzorbo; Idilio primaverire; Paesaggio in Carpegna; Paesaggio; Fiori sotto la pioggia; litografia.

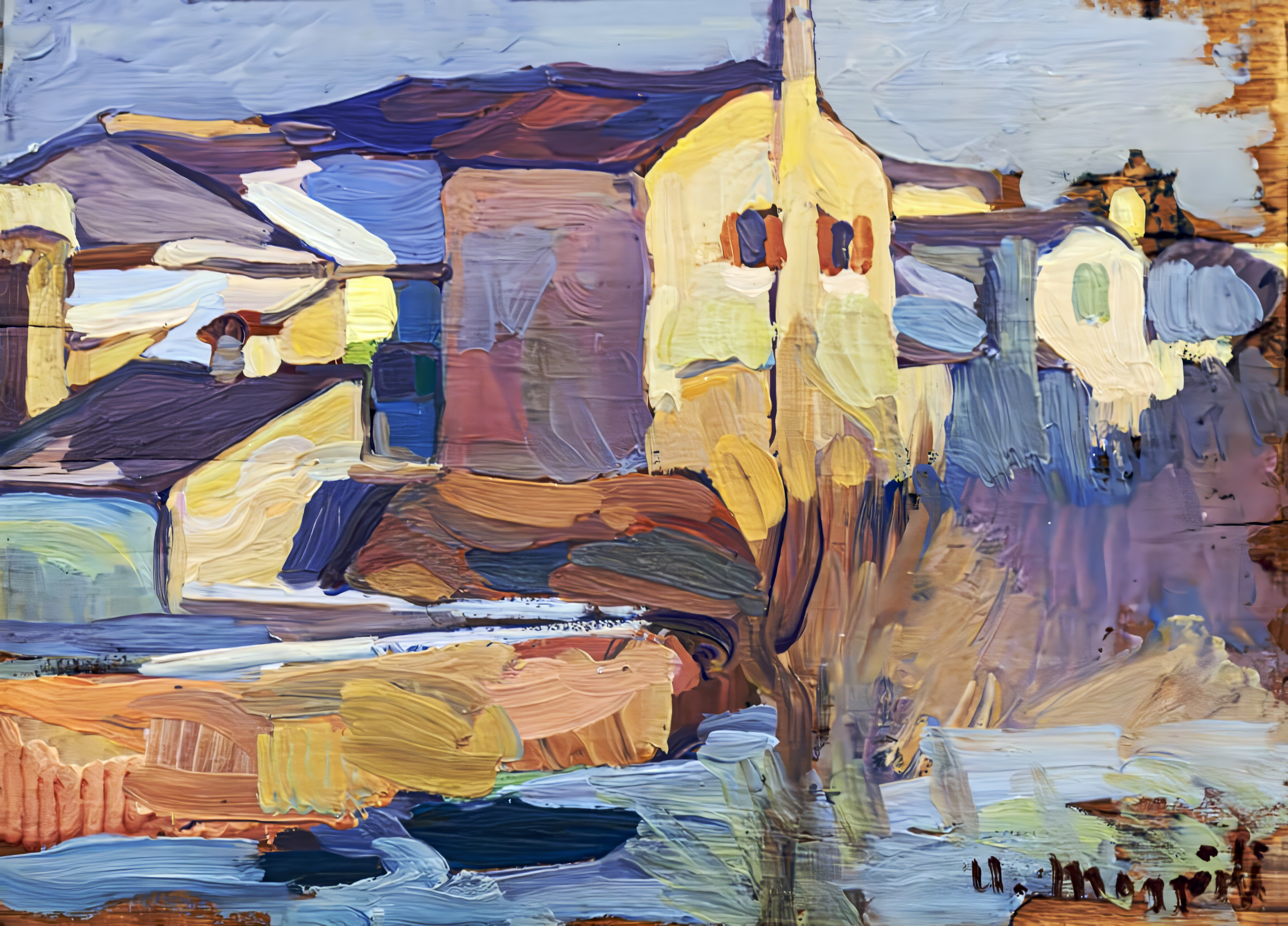
Piccolo Paesaggio di Burano (1913), Galleria d'arte moderna, Venezia
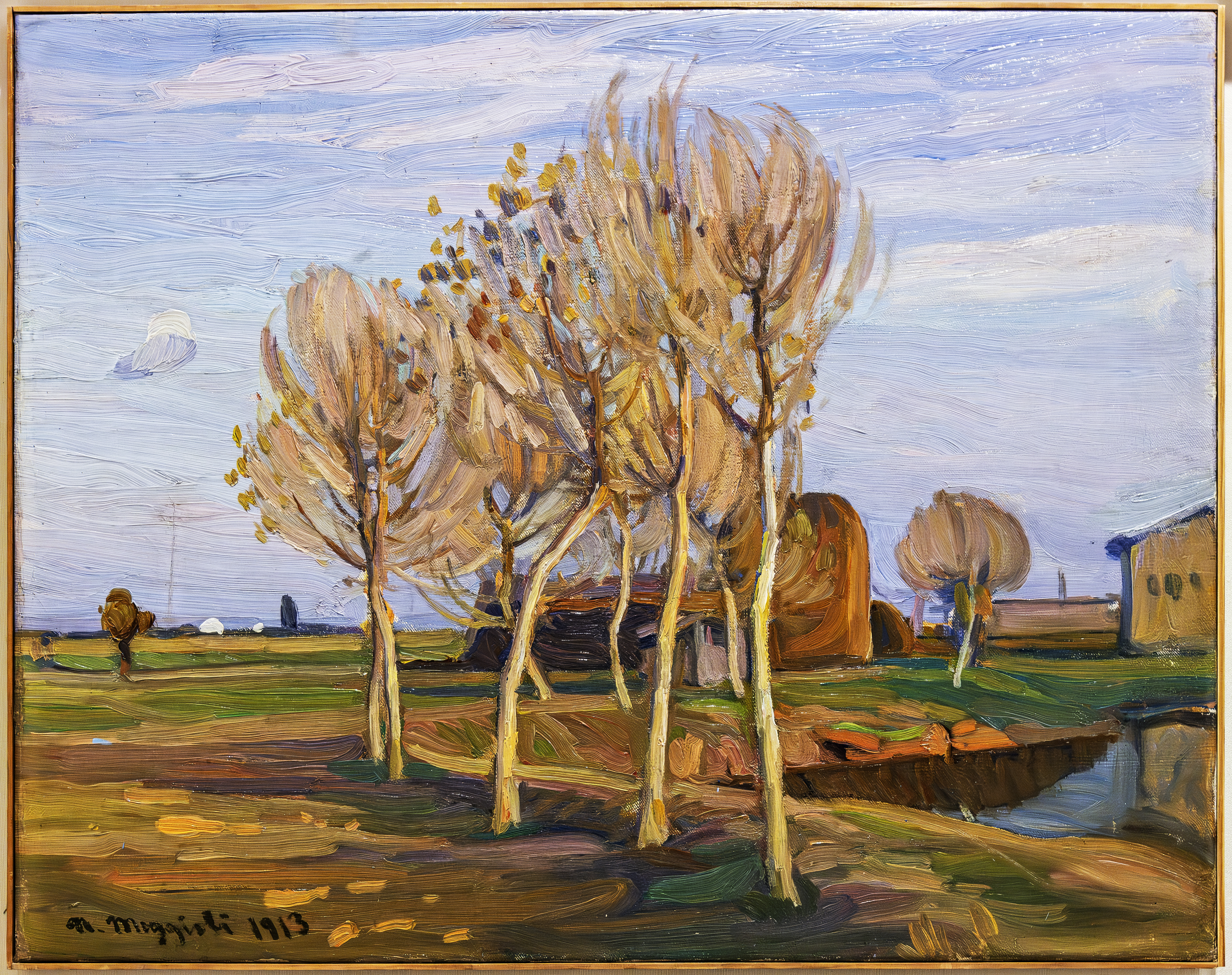
Autunno a Treporti (1913), Galleria d'arte moderna, Venezia
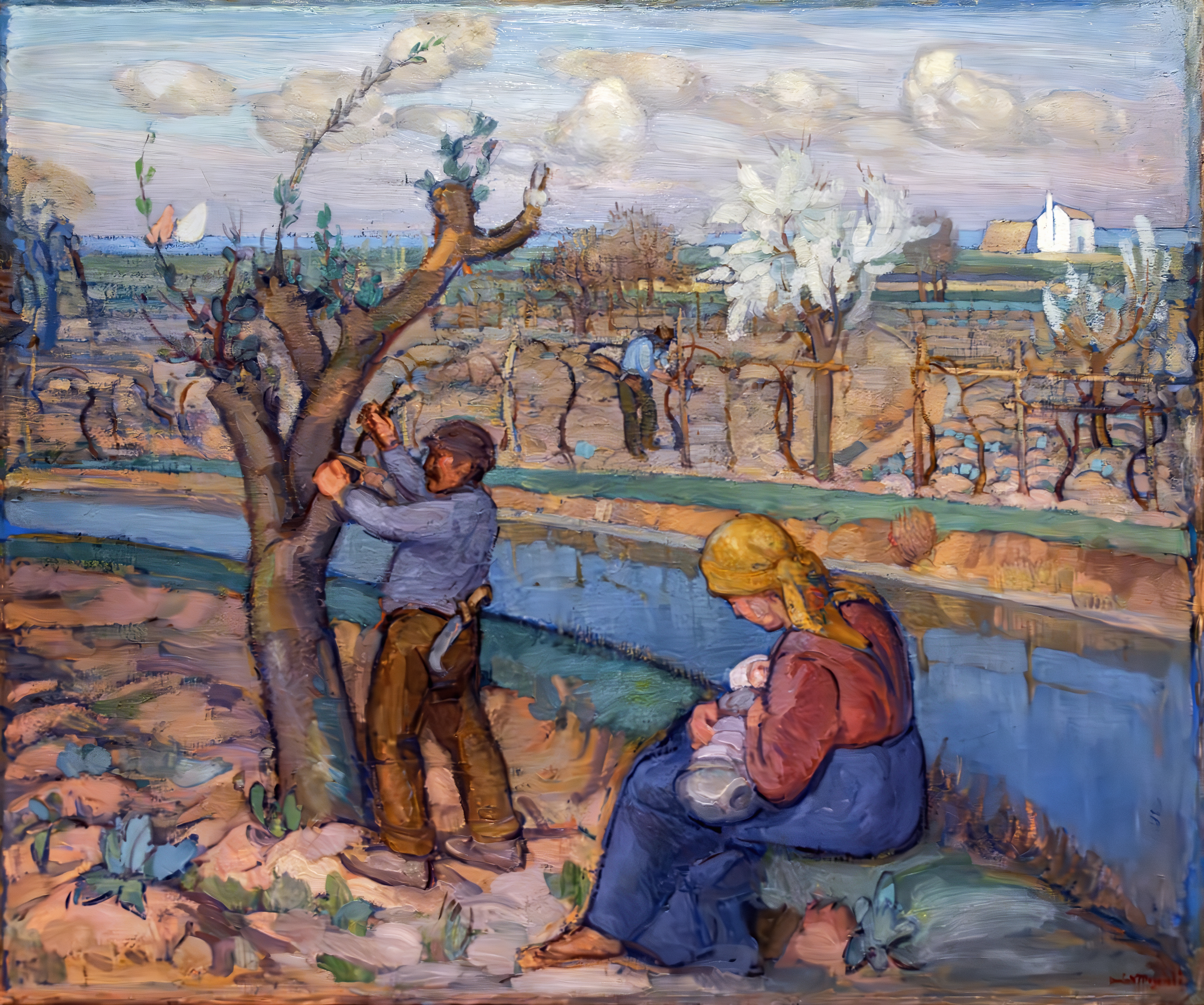
Primavera a Treporti (1914), Galleria d'arte moderna, Venezia
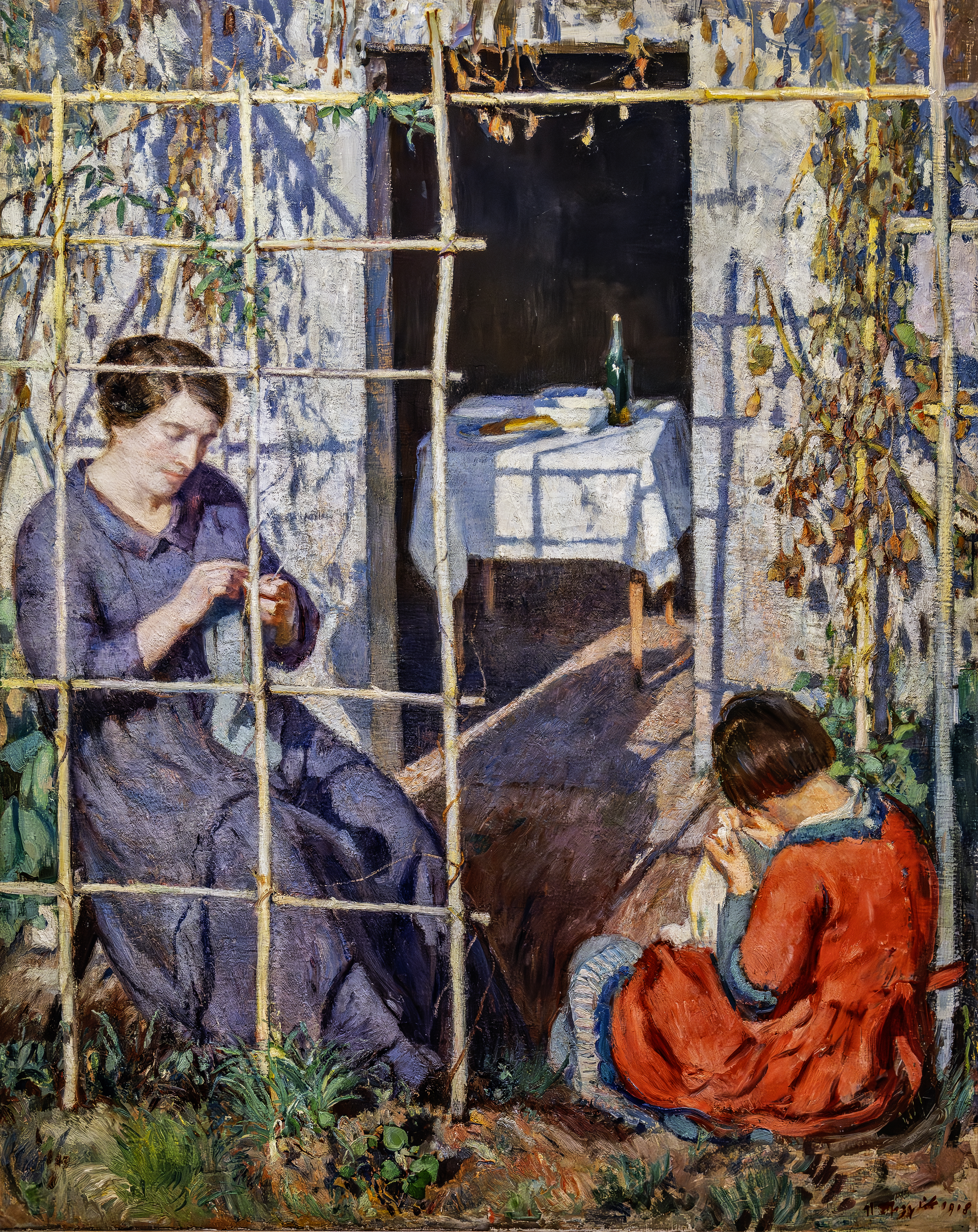
La casa dell'artista (1918), Galleria d'arte moderna, Venezia

### Biennale di Venezia
- 1907: Giardino di sera.
- 1909: Sole d'inverno.
- 1910: A Villa Glori.
- 1912: Paesaggio di sera.
- 1914: Sera di primavera.
- 1920: Bambina al lavoro; Mormorio del ruscello; Aratura; San Francesco del Deserto; Case e orti a Burano; Biancospino; Strada a Treporti; Primavera a Treporti; Primavera nel Veronese; Estate nel Veronese; Siesta; La casa dell'artista; Mattino d'inverno; La moglie al sole; Pioggia a Rocca di Papa; Il giglio rosso; I pagliai; Carpegna; L'aratura; Natura morta; Sole d'inverno; L'eremita ortolano; A Villa Strohlfern.

### Musei
Alcuni tra i lavori di Umberto Moggioli sono esposti in permanente nella sede Mart di Rovereto.